# Movimento Democratico Wiper
Il Movimento Democratico "Wiper" (in inglese: Wiper Democratic Movement – Kenya - WDM) è un partito politico fondato in Kenya nel 2006.

## Storia
Alle elezioni generali del 2013 ha sostenuto Raila Odinga alle presidenziali, che ha ottenuto il 43,7% dei voti risultando sconfitto da Uhuru Kenyatta; alle elezioni legislative ha conseguito 26 seggi su 349.
Alle elezioni generali del 2022 ha sostenuto sempre Raila Odinga alle presidenziali, che ha ottenuto il 48,85% dei voti risultando sconfitto da William Ruto; alle elezioni legislative ha conseguito 25 seggi su 349.

## Risultati elettorali
| Elezione          | Voti    | % | Seggi    |
| ----------------- | ------- | - | -------- |
| Parlamentari 2007 |         |   | 16 / 207 |
| Parlamentari 2013 | 682.597 |   | 26 / 349 |
| Parlamentari 2017 |         |   | 0 / 349  |
| Parlamentari 2017 |         |   | 25 / 349 |

| Controllo di autorità | VIAF (EN) 159669404 · LCCN (EN) n2007210058 |